# Roquefort-des-Corbières
Roquefort-des-Corbières település Franciaországban, Aude megyében. Lakosainak száma 1021 fő (2022. január 1.). Roquefort-des-Corbières Feuilla, Fraissé-des-Corbières, La Palme, Portel-des-Corbières, Sigean, Villesèque-des-Corbières és Port-la-Nouvelle községekkel határos.

## Népesség
A település népessége az elmúlt években az alábbi módon változott:
| Lakosok száma | 621  | 560  | 616  | 894  | 1018 | 1035 | 1024 | 990  | 1005 | 1021 |
|               | 1968 | 1982 | 1990 | 2006 | 2013 | 2015 | 2017 | 2019 | 2020 | 2022 |